# Tarsila do Amaral
Tarsila de Aguiar do Amaral (larg cunoscută ca Tarsila do Amaral, n. 1 septembrie 1886, Capivari, São Paulo, Brazilia – d. 17 ianuarie 1973, São Paulo, Brazilia) a fost o artistă vizuală complexă, pictor, desenator, sculptor, ilustrator, dar și cronicar și traducător brazilian.
Tarsila do Amaral este considerată unul dintre principalii artiști moderniști latino-americani, pe lângă faptul că este considerată pictorița care a realizat cel mai bine aspirațiile braziliene de exprimare naționalistă în acest stil artistic.
Ca membru al Grupo dos Cinco (din Brazilia) - Grupul celor cinci din Brazilia, Tarsila este, de asemenea, considerată a fi un artist vizual cu mare influență asupra mișcării de artă modernă din Brazilia, alături de Anita Malfatti, Menotti Del Picchia, Mário de Andrade și Oswald de Andrade. 
Stilul său artistic a contribuit esențial la formarea și coagularea mișcării estetice și artistice, Movimento antropófagico – Mișcarea antropofagică (1928 - 1929) întrucât Tarsila a fost cea care, prin faimosul ei tablou, Abaporu, a inspirat celebrul Manifest antropofag – Manifesto Antropófago al lui Oswald de Andrade.

## Biografie
Împreună cu partenerul ei, Oswald de Andrade, cu fratele acestuia, Mário de Andrade, cu Anita Malfatti (studentă a lui Georg Fischer-Elpons) și cu Menotti del Picchia, do Amaral aparținea grupului de artiști brazilieni Grupo dos Cinco (Grupul celor Cinci). De asemenea, Tarsila do Amaral a fost membră a revistei culturale Semana de Arte Moderna – Săptămâna de arte moderne.
Una dintre cele mai faimoase picturi intitulata Abaporu a fost creată în 1928. Abaporu înseamnă în limba populației tupí, antropofag, după care a numit ea însăși mișcarea artistică ca fiind mișcarea artistică a antropofagiei. Pictura, de dimensiunile 85 cm × 73 cm a fost achiziționată de către colecționarul și milionarul argentinian Eduardo Costantini în anul 1995 cu 1,5 milioane dolari și este în prezent în Museu de arte latino-americana din Buenos Aires (MALBA).
Ideea europeană de primitivitate a culturilor lor străine, combinată cu atribuirea „etichetei” de sălbaticul nobil, corespunde uneori imaginii canibalismului. Ca mișcare artistică împotriva eurocentrismului și pentru o „referință încrezătoare” atât la tradițiile proprii, cât și la direcțiile europene moderne de stil, Tarsila do Amaral și Movimento antropófago au atacat stereotipuri și atribuții europene pentru a le deconstrui.
În critica postcoloniană de astăzi, există referințe destul de clare la Movimento antropófagico. Luzenir Caixeta și Lucia Helena se referă, de asemenea, în legătura cu Movimento antropófagico, la carnavalul brazilian în stilul său dionisiac și militant, a cărui trăsătură principală reprezintă critica la cultura predominant europeană.
În 2007, asteroidul (4123) Tarsila a fost numit după cunoscuta artistă plastică braziliană.

## Galerie de imagini

Imagini și lucrări reprezentative
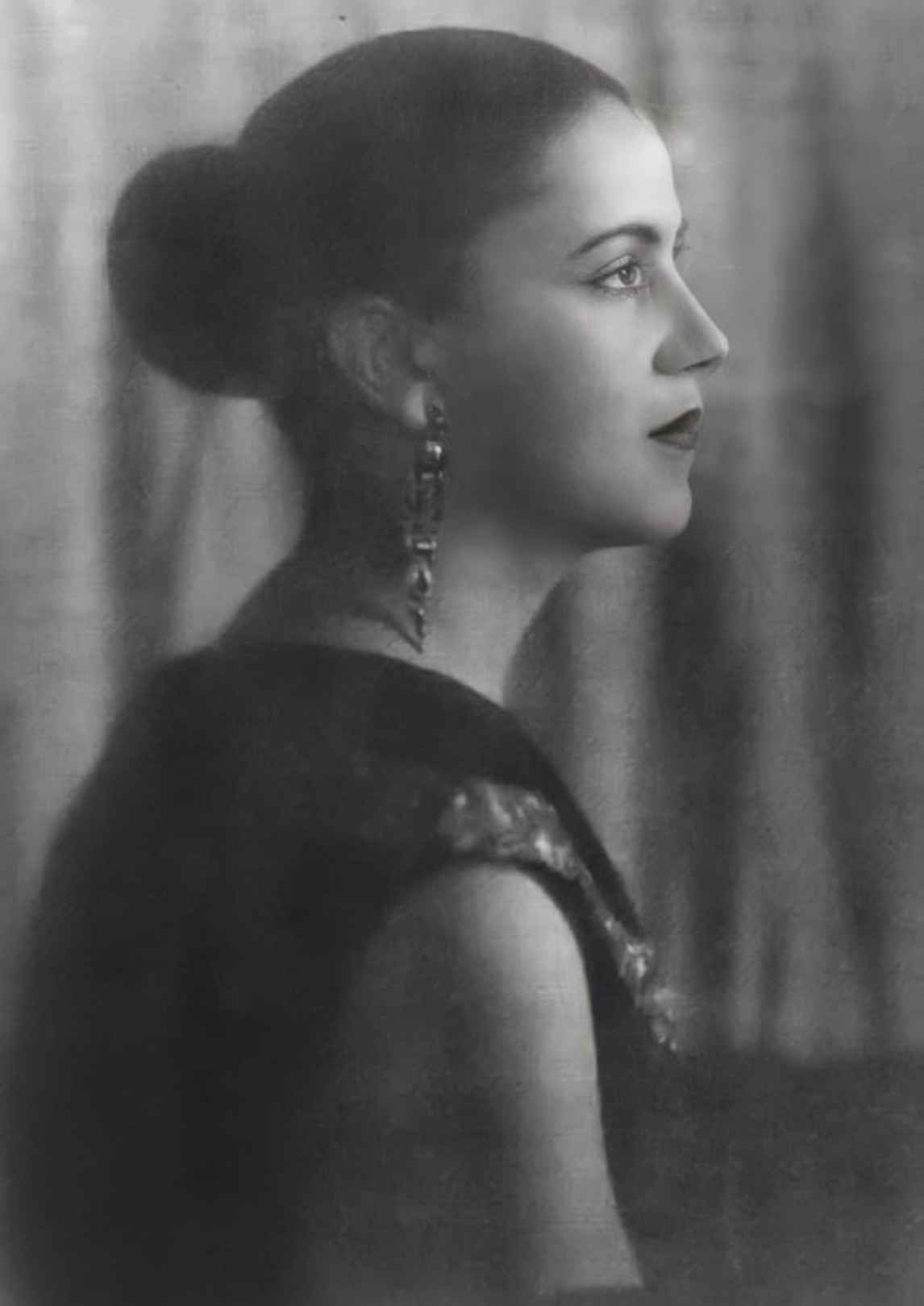
Tarsila do Amaral (în jurul anului 1925)
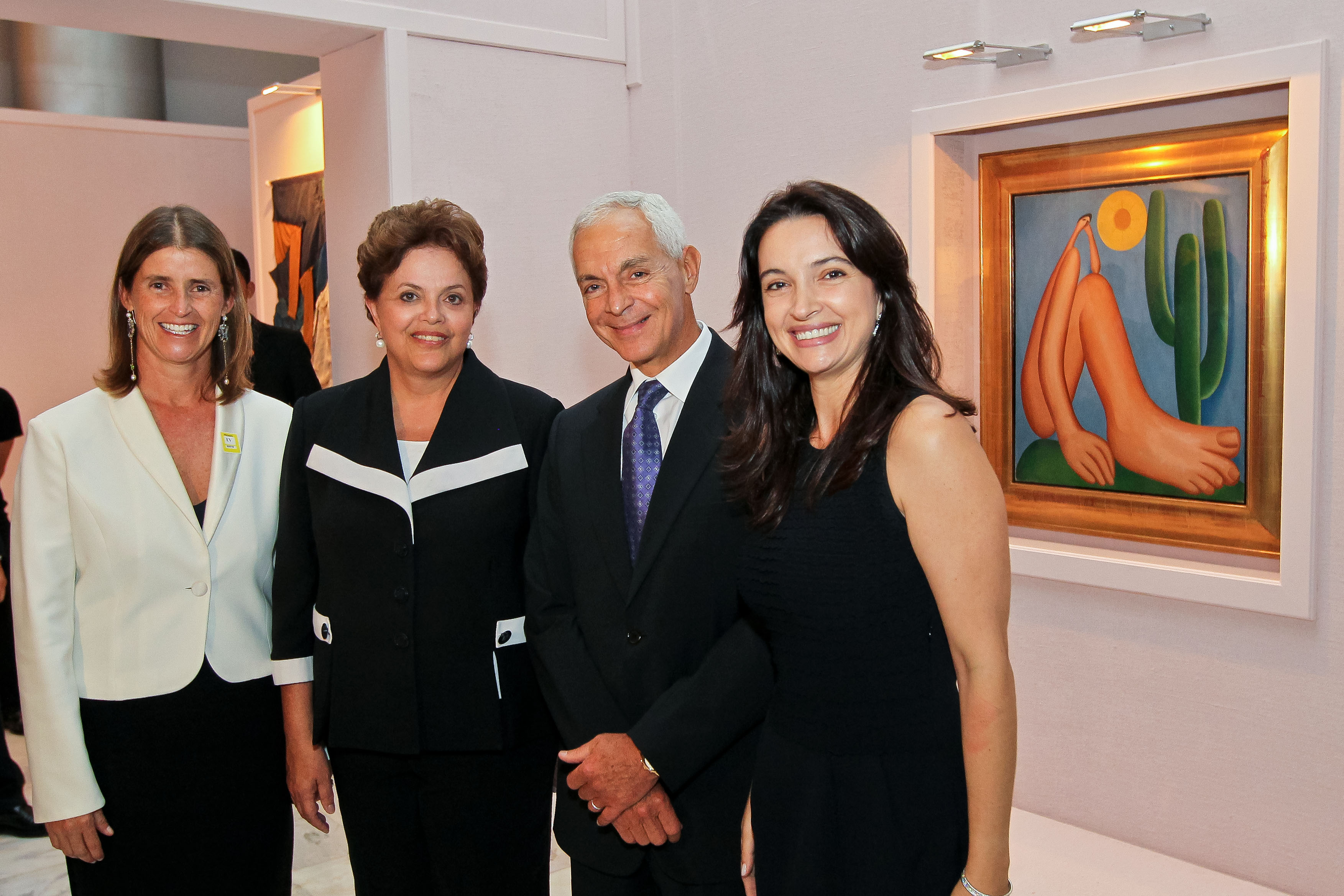
Fotografie de grup, reprezentând (de la stânga la dreapta) pe Sobrinha Neta, Dilma Rousseff (președintele în exercițiu al Braziliei între 2011 - 2016), Eduardo F. Costantini (Președintele al MALBA - Museo de Arte Latinoamericano din Buenos Aires și Clarice Costantini la ceremonia de deschidere a expoziției "Mulheres, Artistas Brasileiras" — La dreapta, dar în spatele grupului, se află celebra pictură Abaporu (realizată în 1928)
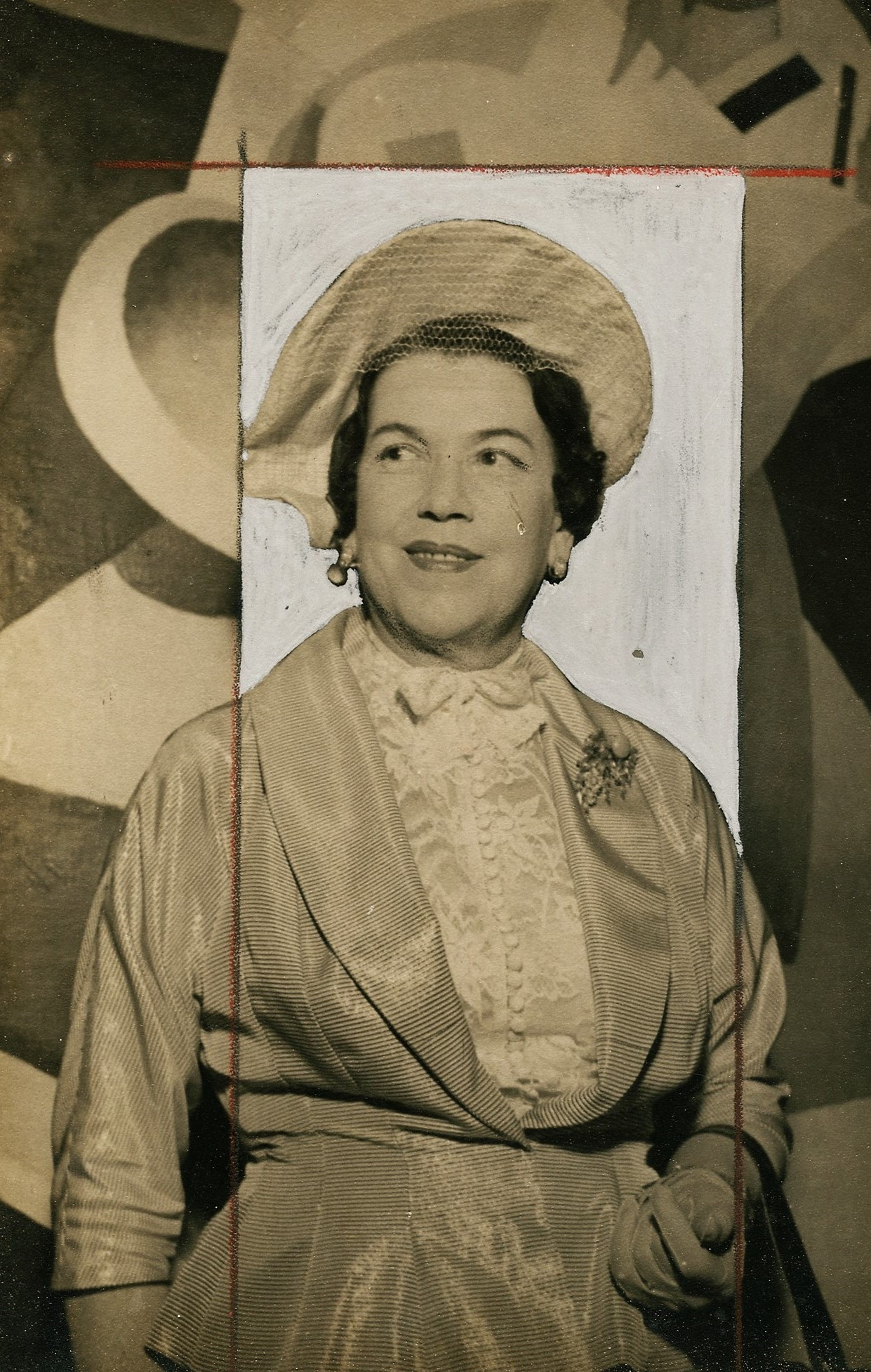
Colaj reprezentând-o pe Tarsila do Amaral (1886 - 1973), autor necunoscut
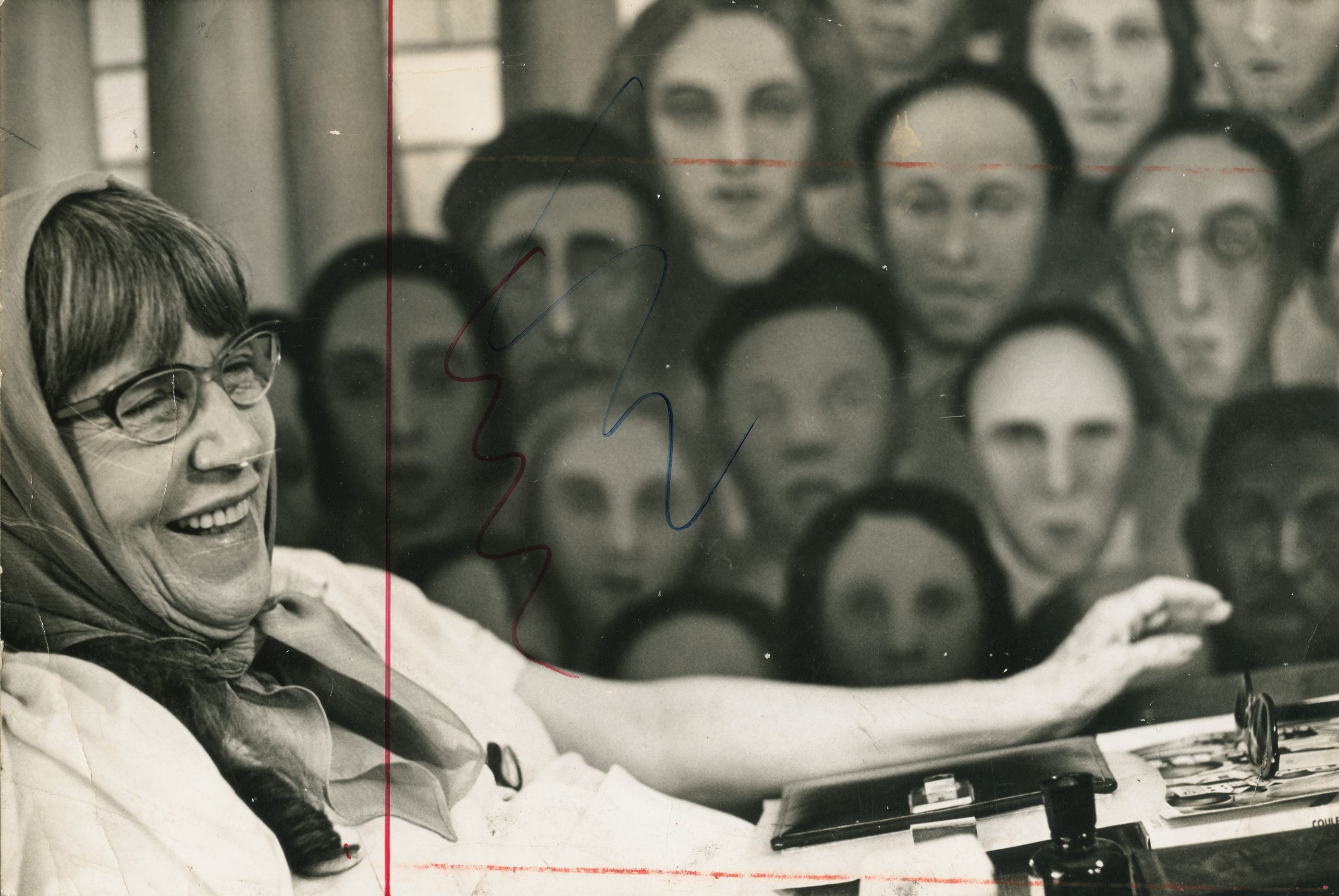
Colaj realizat în 1969 reprezentând-o pe Tarsila do Amaral, autor necunoscut
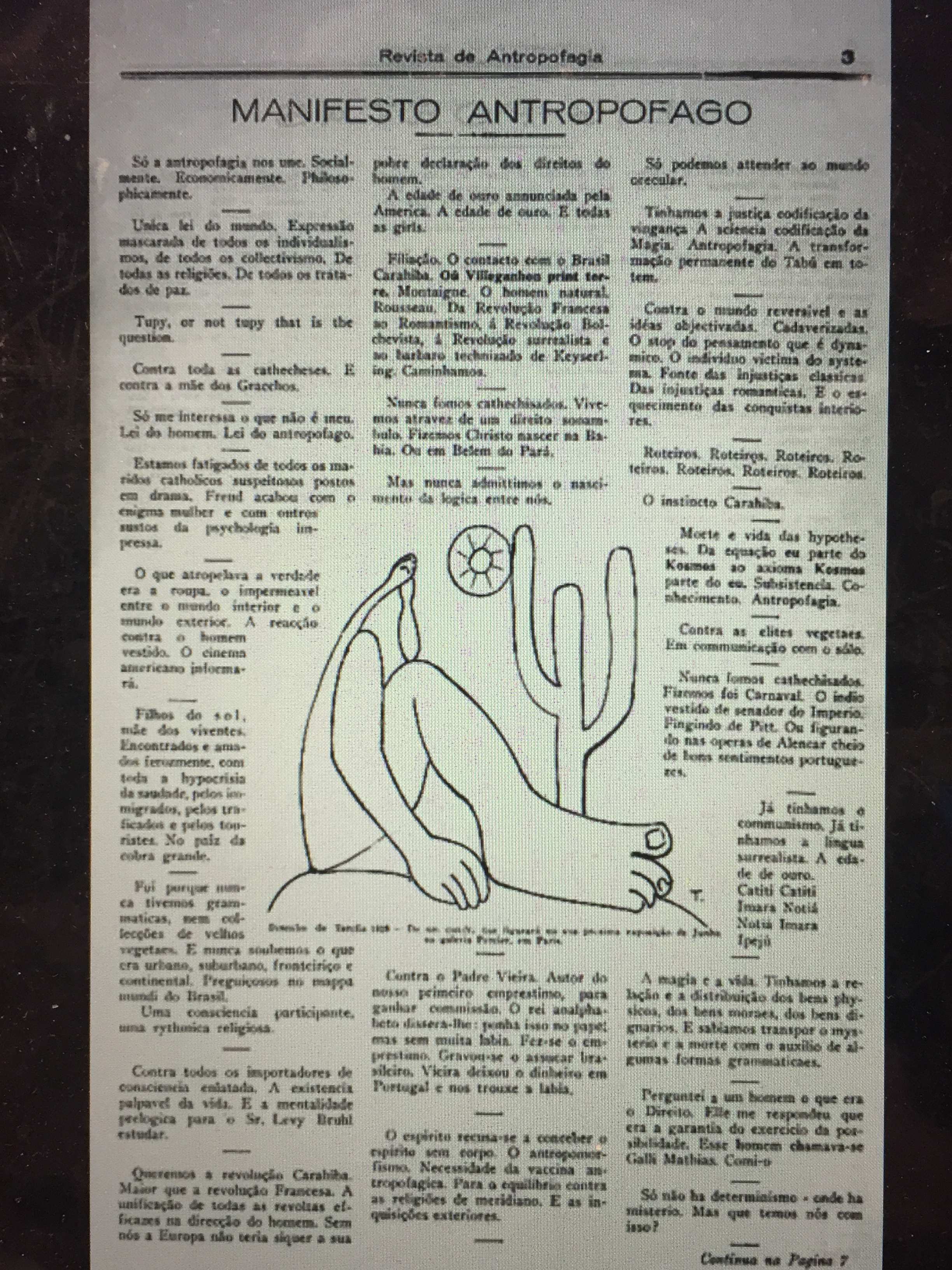
Facsimil al Manifestului mișcării antropofagice (Manifesto Antropófago)
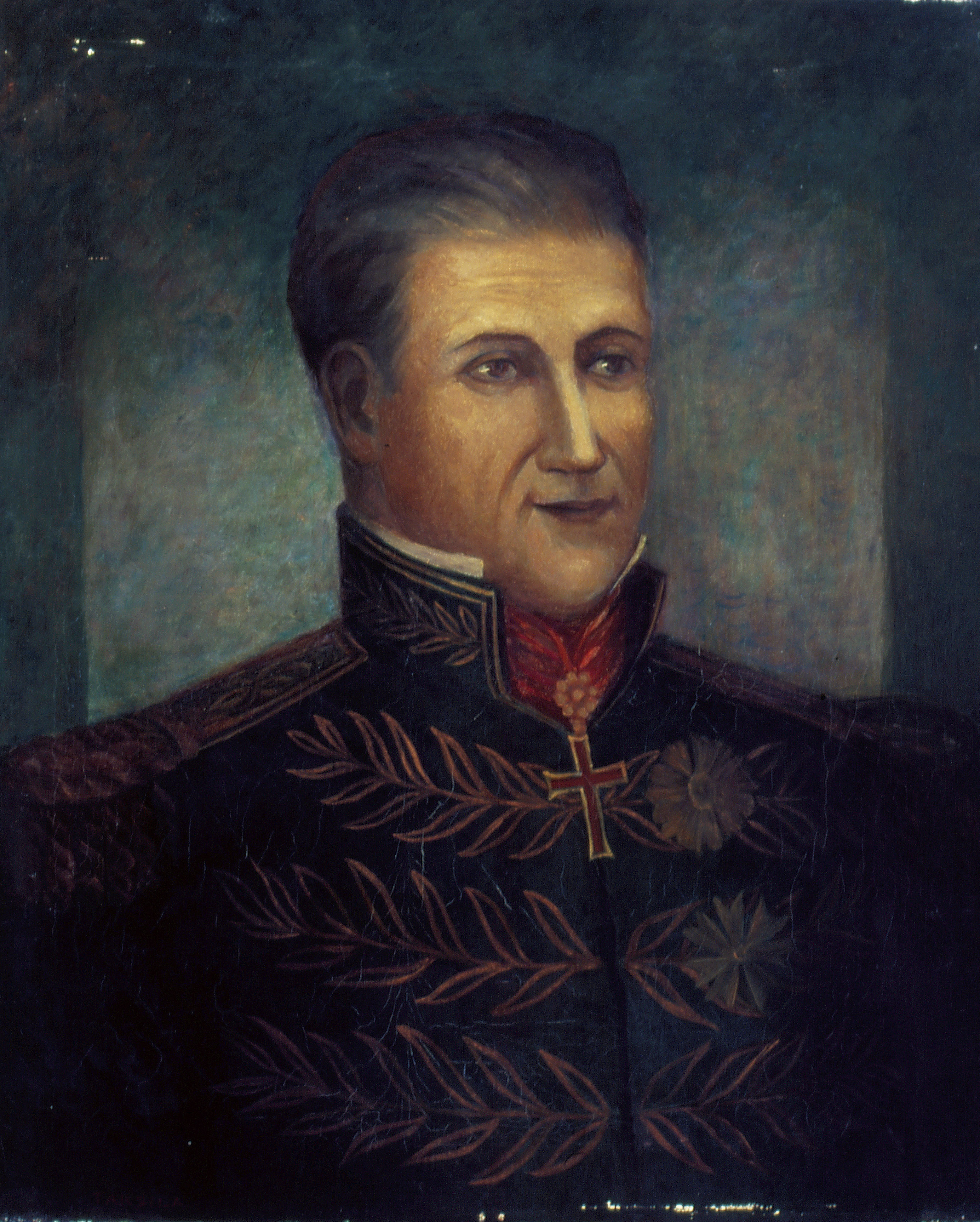
Poetretul mareșalului Arouche  — Arhiva Muzeului Paulista
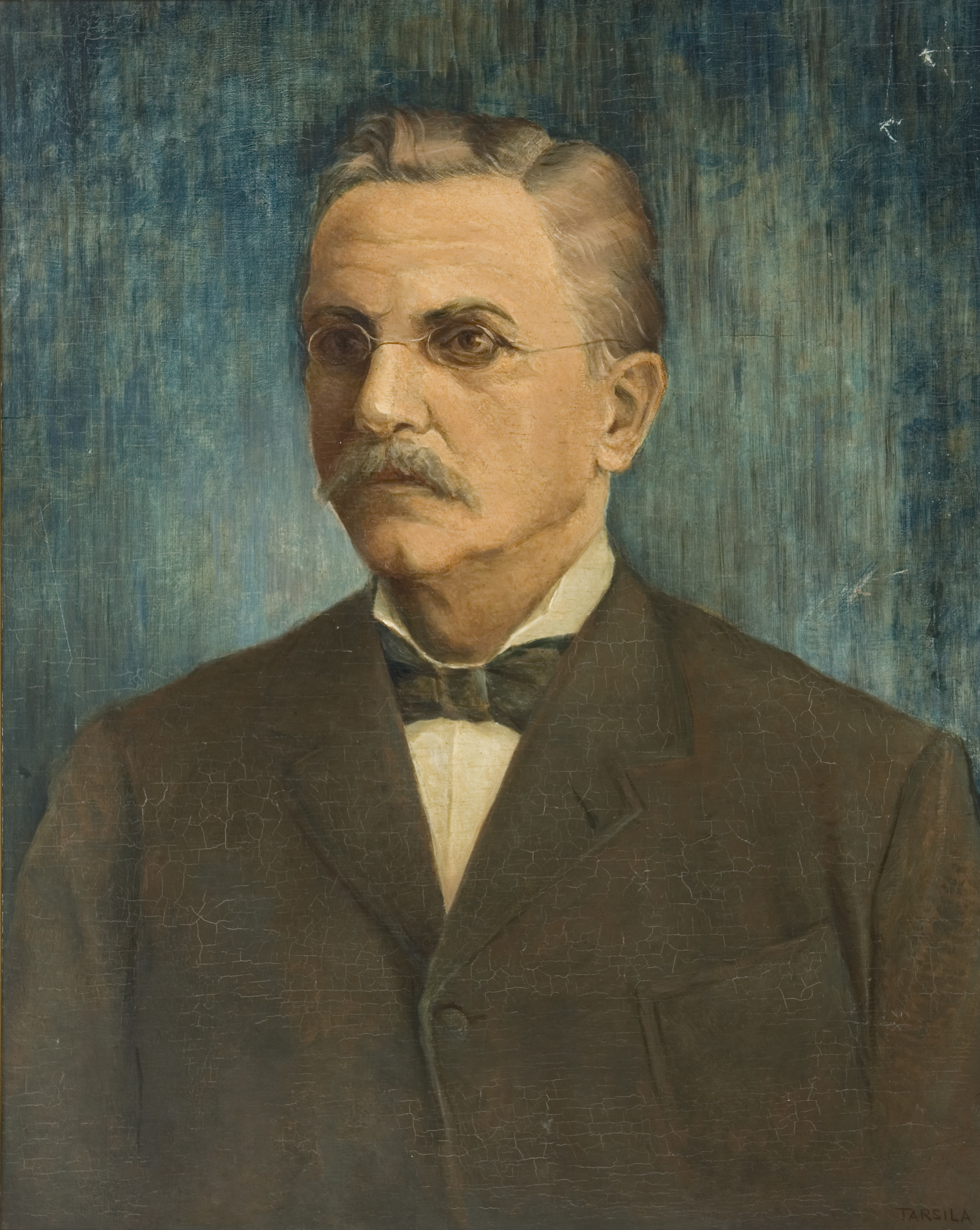
Portretul lui Antonio de Toledo Piza (reîncadrat) — Muzeul Paulista
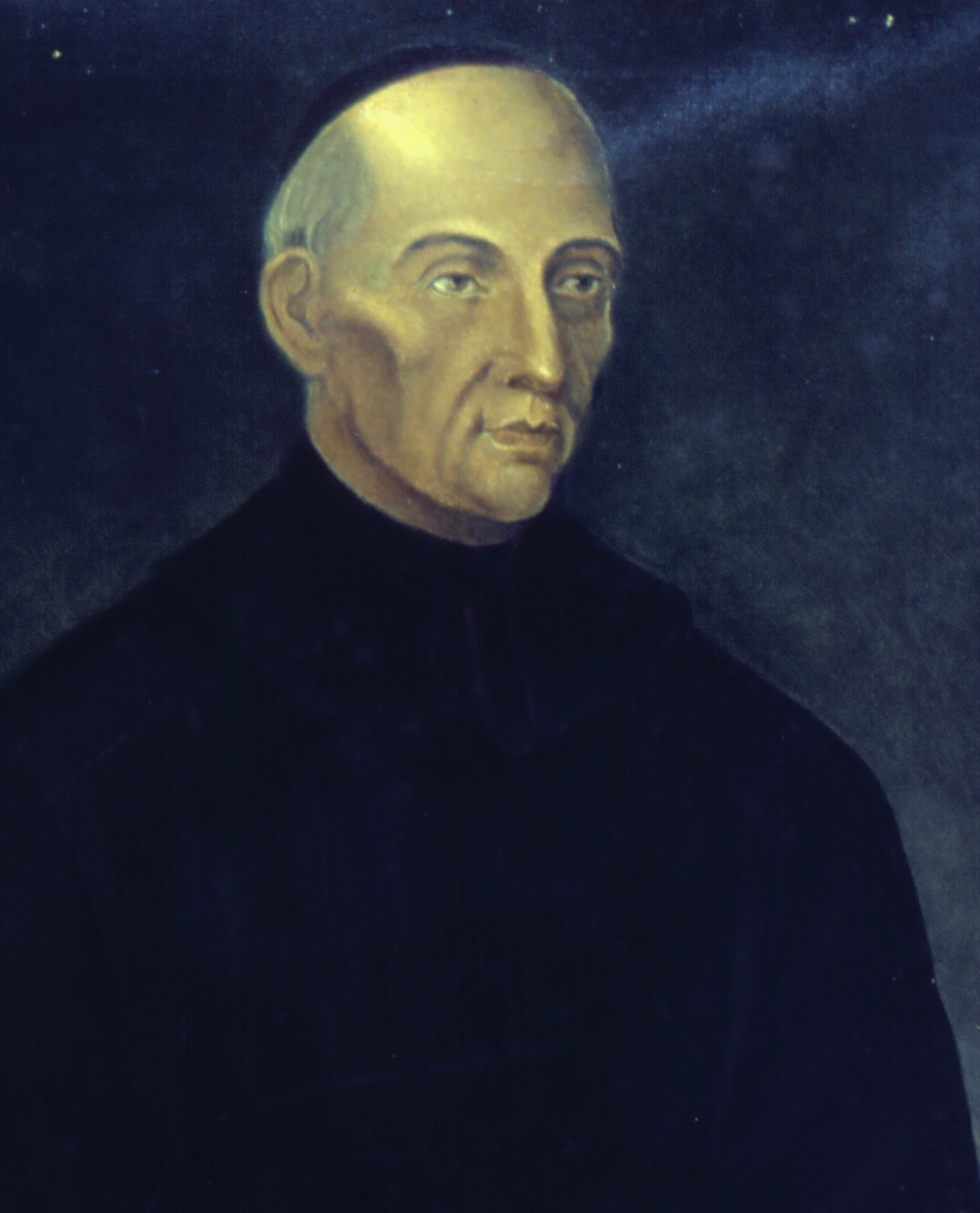
Portretul clericului Frei Miguel Arcanjo da Anunciação (reîncadrat) — Muzeul Paulista

## Legături externe
- pt  – Site-ul oficial al Tarsila do Amaral (portugheză)
- en  – Tarsila do Amaral în Google Arts & Culture
- pt  – Tarsila do Amaral  în Enciclopédia Itaú Cultural (portugheză)
- pt  en  – Tarsila: Catalog Raisonné
- en  – Manifestul Antropófago în traducerea în limba engleză Manifestul Cannibal Februarie 2006 în Arhiva de Internet ) (în engleză)
- pt  – Thomas Sandfuhr: Só a Antropofagia nós une : Asimilarea și diferența în figura lui Anthropophagen  (document Word)